# Streitmühle (Himmelkron)
Streitmühle (oberfränkisch: Schdraidmüll)  ist ein Gemeindeteil der Gemeinde Himmelkron im Landkreis Kulmbach (Oberfranken, Bayern). Streitmühle liegt in der Gemarkung Himmelkron.

## Lage
Die Einöde liegt am Streitmühlbach, einem rechten Zufluss des Weißen Mains. Nordöstlich grenzt der Himmelkroner Forst an mit der Mühlleite (541 m ü. NHN). Eine Gemeindeverbindungsstraße führt nach Schwärzhof (0,4 km nordwestlich) bzw. nach Himmelkron zur Bundesstraße 303 (1,2 km südwestlich).

## Geschichte
Der Ort wurde im Jahre 1500 als „Reichestall“ erstmals urkundlich erwähnt, 1769 taucht erstmals die Form „Streitmühle“ auf. Die ursprüngliche Form leitet sich vom gleichlautenden Flurnamen ab, dessen Bestimmungswort rûch (mhd. für uneben) und dessen Grundwort stall ist (mhd. für Stelle). Die sekundäre Form bezieht sich ebenfalls auf einen Flurnamen, der nach einem nicht näher bekannten Begebnis Streit genannt wurde.
Streitmühle gehörte zur Realgemeinde Berneck. Gegen Ende des 18. Jahrhunderts bestand Streitmühle aus einem Anwesen. Das Hochgericht übte das bayreuthische Stadtvogteiamt Berneck aus. Das Stiftskastenamt Himmelkron war Grundherr der Mahlmühle.
Mit dem Gemeindeedikt wurde Streitmühle dem 1811 gebildeten Steuerdistrikt Himmelkron und der im selben Jahr gebildeten Ruralgemeinde Himmelkron zugewiesen.

### Baudenkmäler
- Haus Nr. 1: Mühle mit Nebengebäude[10]

### Einwohnerentwicklung
| Jahr      | 001818 | 001861 | 001871 | 001885 | 001900 | 001925 | 001950 | 001961 | 001970 | 001987 |
| Einwohner | 8      | †      | 11     | 9      | 12     | 7      | 9      | 6      | 6      | 8      |
| Häuser    | 1      |        |        | 1      | 1      | 1      | 1      | 1      |        | 1      |
| Quelle    | [ 8 ]  | [ 12 ] | [ 13 ] | [ 14 ] | [ 15 ] | [ 16 ] | [ 17 ] | [ 18 ] | [ 19 ] | [ 1 ]  |

## Religion
Streitmühle ist seit der Reformation evangelisch-lutherisch geprägt und nach Himmelkron gepfarrt.